# Polymera (Polymera) albogeniculata
Polymera (Polymera) albogeniculata is een tweevleugelige uit de familie steltmuggen (Limoniidae). De soort komt voor in het Neotropisch gebied.